# Cataglyphis dejdaranensis
Cataglyphis dejdaranensis es una especie de hormiga del género Cataglyphis, familia Formicidae. Fue descrita científicamente por Khalili-Moghadam et al. en 2021.

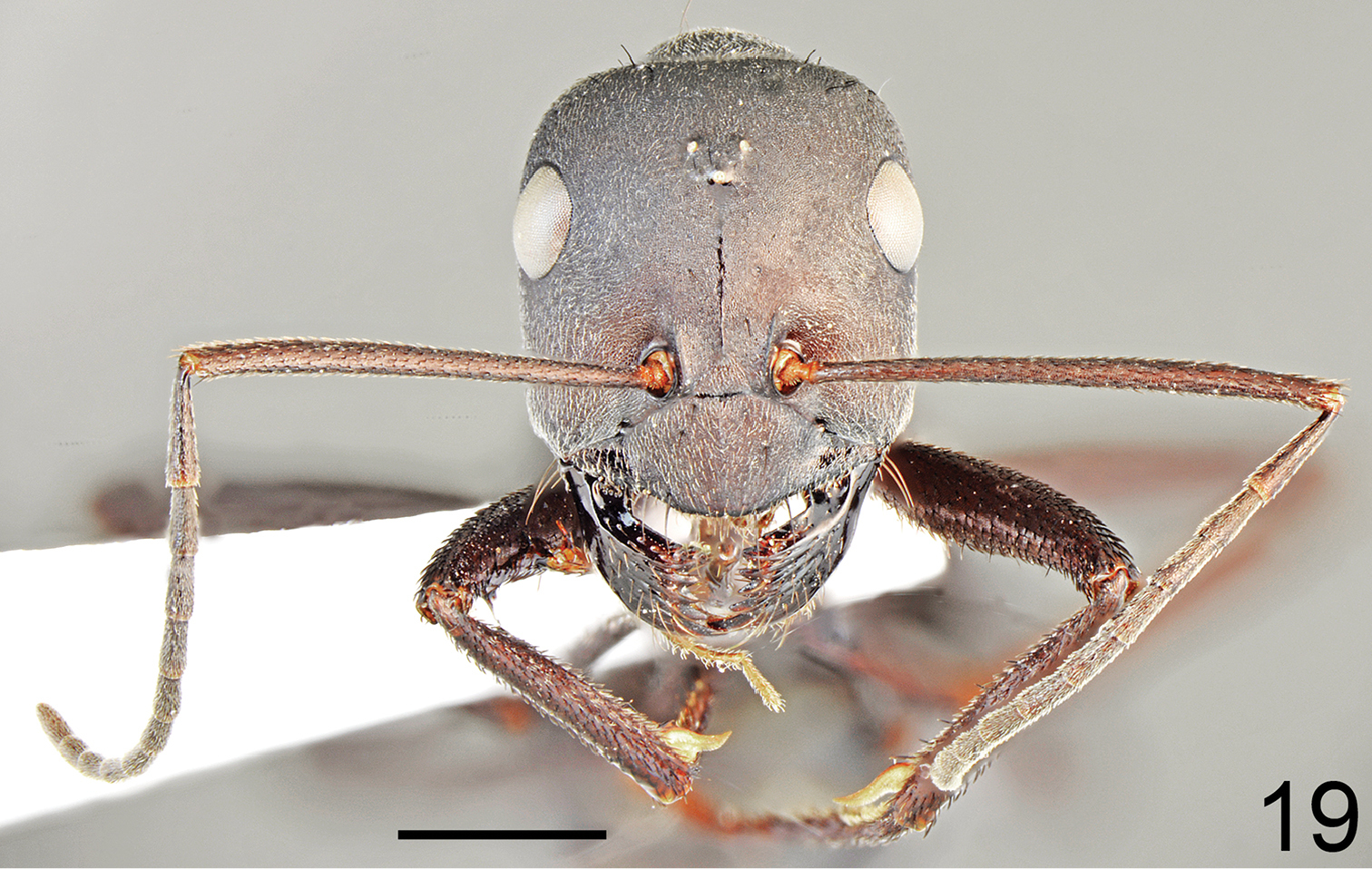
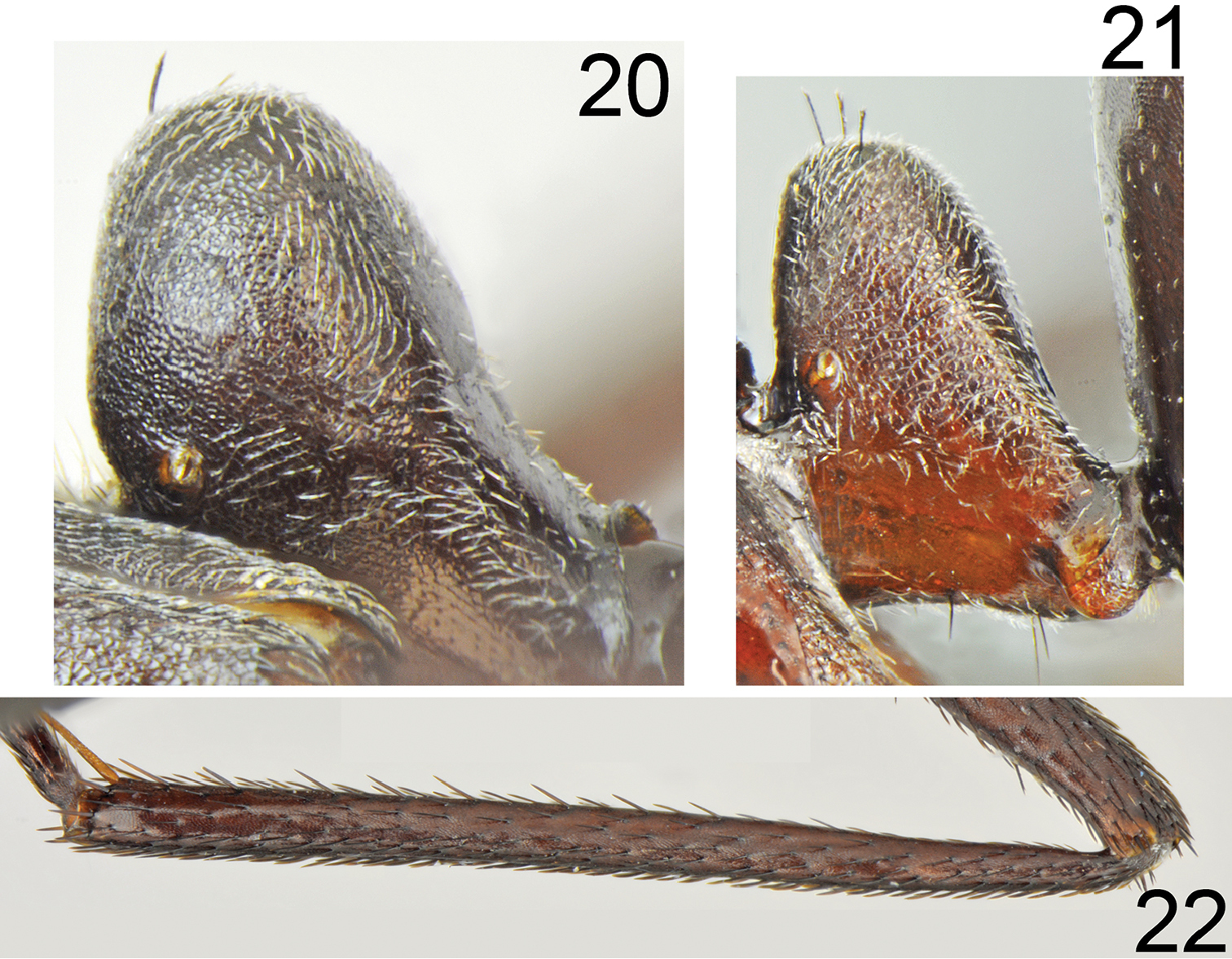

Se distribuye por Irán.